# Richard Berenger
Richard Berenger est un cavalier anglais du XVIIIe siècle, époque où la pratique équestre est essentiellement axée sur les plaisirs à l'extérieur. Il publie en 1771 History and Art of Horsemanship, et traduit L'Art équestre de Xénophon. René Bacharach le considère comme l'un des principaux écuyers anglais, bien au-delà de Newcastle.